# Альварес Кастро, Мигель
Мигель Альварес Кастро (исп. Miguel Álvarez Castro; 1795—1855, Сан-Мигель) — сальвадорский политический, общественный и государственный деятель, поэт. Считается первым сальвадорским поэтом.

## Биография
Родился на гасиенде близ Сан-Мигеля. Поступил на учёбу в престижный Колледж де Инфантес (Colegio de Infantes) в гватемальском городе Антигуа-Гватемала, где изучал латынь, математику и философию, которая была прервана из-за внезапной смерти его родителей.
Занявшись политикой, был избран в учредительное собрание 1822 года Первой Мексиканской империи.
Один из его самых преданных сторонников Франсиско Морасана. Когда Морасан стал президентом Соединённых провинций Центральной Америки был назначен министром иностранных дел. После отставки Морасана, М. Альварес Кастро последовал за ним в изгнании в Коста-Рику и был при нём до казни Морасана в 1842 году.
Будучи в Сальвадоре, М. Альварес Кастро участвовал в неудачной попытке свержения сальвадорского президента Франциско Малеспина, после чего жил в изгнании в Никарагуа. После падения режима Малеспина, вернулся на родину, где отошёл от политики и общественной жизни.
Автор стихов, которые собраны в сборниках, таких как «Guirnalda Salvadoreña» (1884) и «Galería poética centroamericana» (1888).
Умер в бедности от туберкулёза в 1855 году.